# Těšovské pastviny
Těšovské pastviny jsou přírodní památka vyhlášená v roce 2008, která se nachází u obce Těšov v okrese Cheb v Karlovarském kraji. Důvodem ochrany území jsou květnaté louky na úbočí Slavkovského lesa, jehož svahy zde strmě spadají do Chebské pánve. Zdejší západně orientované výslunné louky hostí jednu z největších populací vstavače kukačky v Česku a další zvláště chráněné druhy rostlin.

## Popis oblasti

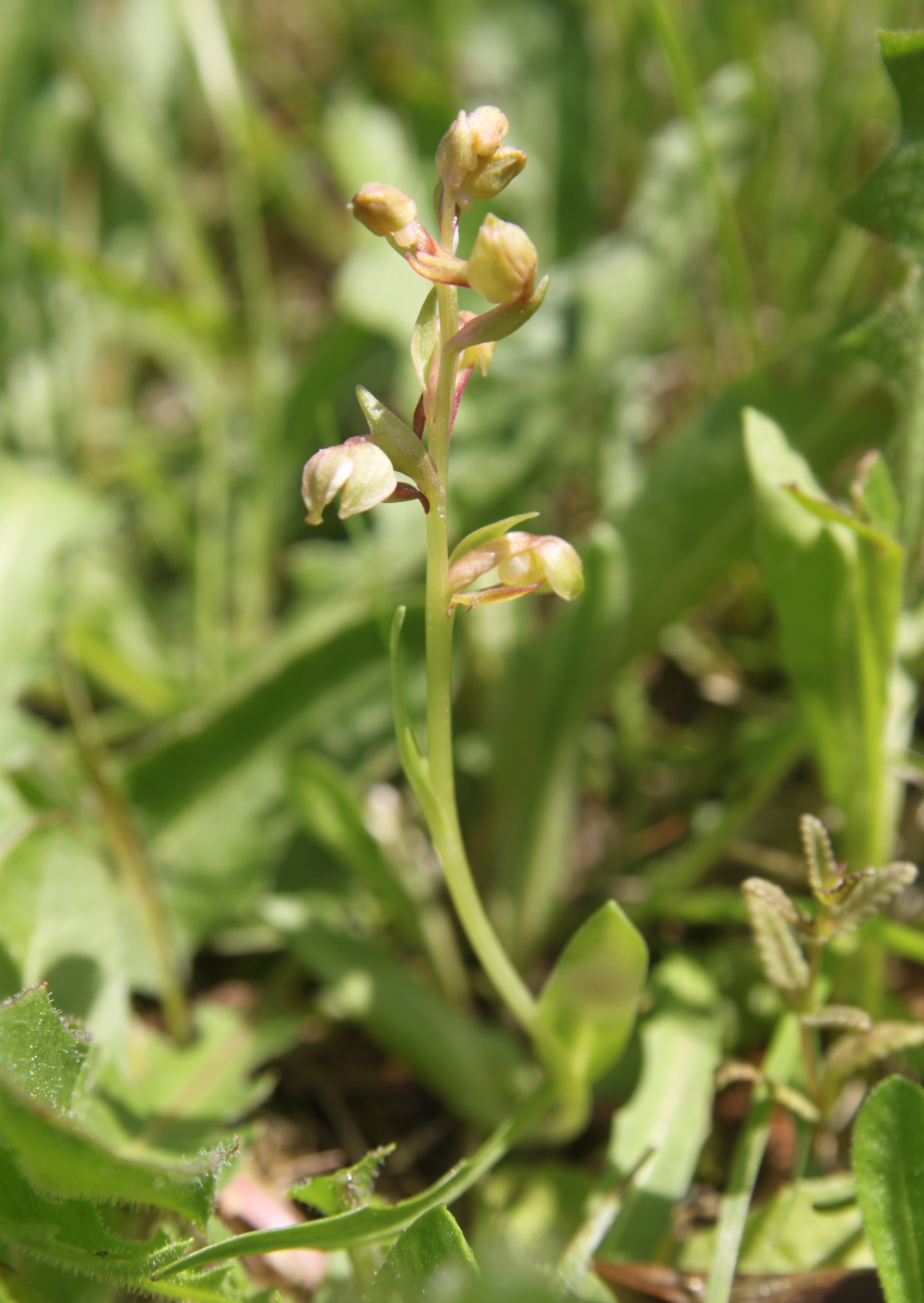
Koncem května rozkvétá na Těšovských pastvinách vemeníček zelený

Na zdejších suchých loukách se kromě vstavače kukačky (Anacamptis morio) ze zvláště chráněných rostlin vyskytuje například vemeníček zelený (Coeloglossum viride), vemeník dvoulistý (Platanthera bifolia), pětiprstka žežulník (Gymnadenia conopsea), zimostrázek alpský (Polygala chamaebuxus), vratička měsíční (Botrychium lunaria), prstnatec májový (Dactylorhiza majalis) a hruštička prostřední (Pyrola media). Luční porosty jsou každoročně koseny a přepásány skotem, pro posílení populací vzácných rostlin jsou louky také občasně vláčeny lučními bránami a vyřezávají se zde náletové dřeviny. Hospodaření na lokalitě je zcela podřízeno zájmům ochrany přírody – kosení, pastva či vláčení jsou prováděny v jednotlivých letech v odlišných termínech tak, aby se vzácné druhy rostlin stihly vysemenit. O území pečuje Správa CHKO Slavkovský les.